# Яровизация
Яровизация — физиологическая реакция растений на охлаждение, вызванная адаптацией к сезонным изменениям умеренного климата. Для цветения и образования семян эти растения должны быть подвергнуты воздействию низких положительных температур (2—10 °C, в зависимости от вида и сорта растений). Яровизация присуща некоторым двулетним и многолетним растениям, в частности, злакам (рожь, пшеница и другим), корнеплодам (свёкла, морковь), а также плодовым деревьям (например, яблоням). В рамках современной экологической физиологии это явление описывается как холодовая реактивация диапаузы.
Яровизацией называется также основанный на этом явлении агротехнический приём контролируемого охлаждения семян перед их посевом, позволяющий сократить сроки вегетации растений, и в отдельных случаях обеспечить их вызревание в более холодном климате. Этот агроприём разрабатывался отечественными и зарубежными специалистами; массовое (при постепенном ежегодном увеличении, достигшем 13 % от общей площади зерновых СССР в 1941 г.), хотя и не вполне удачное, его внедрение на полях производилось в СССР в 1930-е годы под руководством Т. Д. Лысенко. В период во время и после Великой Отечественной войны широкое внедрение яровизации было прекращено (за исключением культуры проса и картофеля) из-за недостатков данного метода, заключающихся в повышенной трудоёмкости полевых работ, неопределённости эффекта от массовой яровизации и возможности повреждения наклюнувшихся семян при их несвоевременном посеве.
В настоящее время техника яровизации находит применение в селекции растений, позволяя получать дополнительные поколения растений в селекционных камерах, фитотронах и теплицах, а также совмещать срок цветения растений, происходящих из разных регионов мира. В этом качестве она была поддержана Н. И. Вавиловым и другими учёными СССР и других стран. Дж. Б. С. Холдейн в статье «Лысенко и генетика», опубликованной в 1940 г. в журнале «Science and Society», указывал на «большую ценность» техники яровизации (vernalization), утверждая, что она «была достаточно доказана не только в Советском Союзе, но и во всем цивилизованном мире».
В применении к картофелю яровизацией называется выдерживание клубней на свету.

## Физиологические особенности яровизации
Реакция на температурные и световые воздействия позволяет растениям адаптироваться к условиям их существования, используя наиболее благоприятный срок цветения и плодоношения. Переход растения к цветению и плодоношению имеет две фазы: индукцию и эвокацию. В фазе индукции растение реагирует на экологические факторы — температуру (яровизация) и длительность светового дня (фотопериодизм), а также на возраст растения (эндогенная регуляция). Эти воздействия создают флоральный стимул для растения, то есть способствуют переходу к стадии цветения. В фазе эвокации (от лат. evocatio — вызывание) в апикальных (верхушечных) меристемах происходят количественные и качественные биохимические изменения, приводящие к закладке и формированию цветков.
Для прохождения яровизации семенам необходимы вода и кислород, поскольку проходящие изменения связаны с дыханием и нуждаются в большом количестве воды. Для яровизации также необходимы сахара и углеводы (однако без последних стадия яровизации также может завершиться, хотя будет протекать медленнее)
В мировой науке принято разделение растений на три группы. К первой группе относятся растения, которые не могут перейти к цветению без действия пониженных температур (таковыми являются озимые, двулетники и некоторые виды многолетних растений). Ко второй группе относятся растения, зацветание которых ускоряется после действия на них пониженных температур (однако подобное воздействие для их развития необязательно). К третьей группе относятся растения, которые не нуждаются в воздействии на них пониженных температур для перехода к цветению (яровые). Для подготовки к заложению цветков разным видам растений необходимы различные диапазоны пониженных температур. В среднем этот диапазон находится в промежутке +1…+7 °С. Однако для некоторых злаков диапазон расширяется до отрицательных температур (0…−6°С). Для растений из более теплых мест обитания необходимы более высокие температуры: +10…+13 °С.
Воздействие на растения пониженными температурами возымеет эффект, если оно будет продолжительным. Для разных видов растений период охлаждения также различен. Для большинства растений он составляет от одного до трёх месяцев. Однако существуют такие виды растений (сельдерей, хризантема, гравилат, левкой), для которых достаточно 1—2 дней охлаждения. Продолжительность действия пониженных температур зависит от места происхождения растения и тех условий, в которых формировался данный вид. Яровизация замедляется или не происходит вовсе, если период охлаждения слишком короток или температура, действующая на растения, превышает +15°С.
Различают качественную (не способны зацвести без яровизации вообще) и количественную (ускоряется срок цветения) реакцию на холод. Качественная реакция характерна для двулетних и многолетних растений. Они должны достигнуть определённых размеров прежде, чем смогут реагировать на температурные и световые воздействия. Количественная реакция характерна для однолетних видов растений, у которых яровизация происходит в прорастающих семенах.
Свойство цветения у яровых и озимых растений заложено в их генетическом коде. Так, например, генетическое отличие между озимой рожью и яровой заключается в одном гене, который отвечает за срок цветения растения.
Яровизационные изменения можно обратить, если воздействовать на растение температурой, колеблющейся от 25 до 40 °С . При таких температурах готовность меристемы к заложению цветков теряется.
С яровизацией тесно связано явление фотопериодизма — реакции растения на соотношение длительности темного и светлого времени суток (фотопериоды). В ходе фотопериодической реакции в листьях растений образуются вещества, стимулирующие цветение (фитогормоны гиббереллины), которые затем попадают в вегетативные почки — зачатки будущих цветков. Реакция растения сначала на температуру, а затем на освещённость может быть последовательной, например, для озимых зерновых культур (пшеница, рожь).

## Молекулярные механизмы яровизации
Хотя точный механизм яровизации до сих пор полностью не известен, наиболее полно он изучен на модельном растении из семейства Крестоцветные, арабидопсисе (A. thaliana). Яровизация апикальной меристемы арабидопсиса позволяет ей приобрести способность образовывать цветы. Эта способность сохраняется в течение 300 дней и она может быть деактивирована путём помещением растения в высокую температуру.
В целом у арабидопсиса цветение предотвращается высоким уровнем белка FLC (Flowering Locus C). Во время яровизации уровень FLC понижается, что частично вызвано действием другого белка VIN3 (Vernalization Insensitive 3). VIN3 появляется в растении только после того, как оно подверглось воздействию низкой температуры, и он постепенно исчезает после возвращения растения в более тёплые условия. После исчезновения VIN3 белки VRN1 (Vernalization1) и VRN2 (Vernalization 2) поддерживают низкий уровень FLC.
Механизмы яровизации отличаются у различных растений. Например, у озимой пшеницы процессы яровизации контролируются генами, которые в эволюционном отношении неродственны генам арабидопсиса.

## История
Реакцию растений на пониженную температуру стали замечать ещё в XIX веке. Американский исследователь Клипарт в 1858 году в своей работе «An assay on the origin growth, disease, etc. of the wheat plant» описал превращение озимой пшеницы в яровую и те условия, при которых это превращение осуществляется. Данная работа была опубликована в журнале «Ohio St. Bot. Agr. Ann. Rep.» Подобное явление заметил известный русский садовод Е. И. Грачев в 1870-е гг. Воздействуя холодом на семена, он научился контролировать стадии развития растений, а также нашёл применение данному открытию. В том числе, выдерживая семена кукурузы в течение двух недель на снегу при нулевой температуре (0 °C), Грачев получил созревшие початки кукурузы в климате Санкт-Петербурга. Наблюдения Грачева были опубликованы в «Земледельческой газете». В 1913 году в «Журнале опытной агрохимии» была опубликована статья А. Д. Муринова под названием «Колошение озимых ржи и пшеницы при яровом посеве».
Специальное и более углубленное изучение яровизации начал проводить немецкий физиолог И. Г. Гаснер. В 1918 году он опубликовал в своих работах точные данные, полученные на основании исследований. Гаснер заметил, что если проросшие семена озимых подвергать воздействию низких температур, то выращенные из них при весеннем посеве растения выколашиваются и плодоносят. В том же году немецкий учёный Г. Клебс на основании опытов, проведенных над двулетниками, установил наличие процессов детерминации при переходе растения к заложению цветков Так же были обнаружены другие факторы, влияющие на развитие растений. Так, в начале 1920-х годов была обнаружена зависимость перехода растений к цветению от длины дня. Данное открытие совершили американские учёные В. В. Гарнер и X. А. Аллард. Они заметили, что длина дня влияет на сроки цветения и плодоношения растений.
Вопросом о влиянии температуры на развитие растений стали активно заниматься в Советском Союзе. Г. С. Зайцев, работая с хлопчатником, выявил закономерности, применимые к другим растениям. В числе их он изучил влияние температурного фактора на прохождение фаз развития растений. Изучение влияния холода на растения также проводили два советских учёных Н. А. Максимов и А. И. Пояркова. В своих работах они рассматривали физиологическую природу различий между яровыми и озимыми сортами хлебных злаков. Результаты их исследований были опубликованы в «Научно-агрономическом журнале» в 1924—1925 гг.. В 1936 году В. И. Разумов проводил многочисленные опыты над мировой коллекцией пшеницы. Он установил, что продолжительность действия пониженных температур, необходимая для прохождения яровизации, колеблется в диапазонах от 10—20 до 65—70 дней и так же зависит от географического происхождения сорта или вида.
Исследованиями вопросов яровизации также занимался агроном Т. Д. Лысенко. В середине 1929 года он предложил термин «яровизация», а в 1935 году на основании своих опытов опубликовал статью «Теоретические основы яровизации», которая впоследствии вошла в основной труд Лысенко «Агробиология». Кроме того, Т. Д. Лысенко разрабатывал и внедрял метод яровизации в сельское хозяйство СССР, причём это внедрение носило массовый характер. Однако данный метод имел в себе ряд существенных недостатков, на которые указывали в своей критике учёные П. Н. Константинов, А. А. Любищев и другие.
В 1933 г. за рубежом появился термин «вернализация» (лат. vernus — весенний). Он был предложен англичанами Р. Уайтом и П. Хадсоном (Whyte; Hudson). Термины «яровизация» и «вернализация» являются равнозначными.

### Поддержка яровизации Н. И. Вавиловым

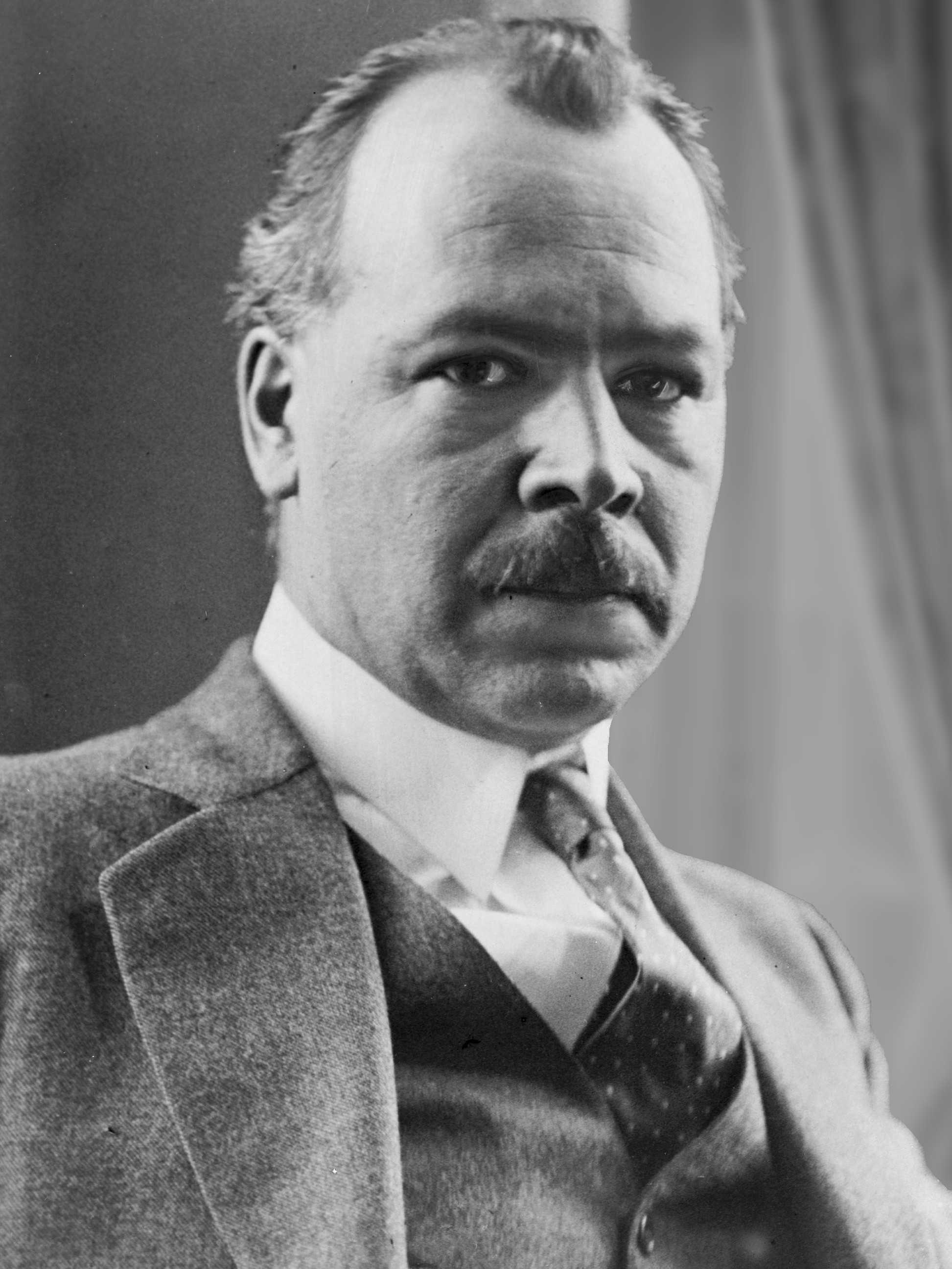
Николай Иванович Вавилов в 1933 году

Яровизация представляла большой интерес для Вавилова, поскольку с её помощью можно было, в том числе, сохранить от вымерзания образцы культур, происходящих из южных районов северного полушария. Кроме того, яровизация позволяла менять сроки цветения, что в свою очередь позволяло использовать семена в селекционной работе. Н. И. Вавилов отмечал:

Можно определённо утверждать, что яровизация является крупнейшим достижением в селекции, ибо она сделала доступным для использования все мировое разнообразие сортов, до сих пор недоступное практическому использованию в силу обычного несоответствия вегетационного периода и малой зимостойкости южных озимых форм.

Вавилов видел дальнейшие перспективы развития метода яровизации. Главное достоинство яровизации он усмотрел в преодолении нескрещиваемости растений. В связи с этим он подчеркивал особую роль яровизации в проведении селекционных работ, в ходе которых можно получить новые сорта, приспособленные к особенностям климата северных регионов СССР:

Сущность этих методов, которые специфичны для различных растений и различных групповых вариантов, состоит в воздействии на семена отдельных комбинаций темноты, температуры, влажности. Это открытие дает нам возможность использовать в нашем климате для выращивания и для работы по генетике тропические и субтропические растения… Это создает возможность расширить масштабы выращивания сельскохозяйственных культур до небывалого размаха.

Поскольку Лысенко занимался исследованием и составлением методики яровизации растений, его работы вызвали интерес со стороны Вавилова и его должную поддержку. Вавилов видел в Лысенко потенциально способного селекционера и пытался помочь ему в научных изысканиях. Помощь заключалась в поддержке объекта исследований Лысенко, а также в оказании ему материальной помощи. Однако существует распространенная точка зрения, что Н. И. Вавилов содействовал возвышению Лысенко и способствовал его карьерному росту.
В 1931 году Лысенко заручился поддержкой видных учёных и академиков. Ряд институтов (Институт растениеводства, защиты растений и др.) по поручению президиума ВАСХНИЛ предоставил в распоряжение ученого специалистов, мировую коллекцию семян сортов пшеницы и т. д. В том же году Т. Д. Лысенко выдали премию за метод яровизации
На коллегии Наркомзема в 1931 году Вавилов акцентировал внимание на описанных Лысенко опытах и наблюдениях по яровизации озимых и предпосевной обработке поздних средиземноморских сортов пшеницы с целью обеспечения их более раннего созревания. Летом 1931 года с согласием Н. И. Вавилова была принята резолюция по расширению работ, направленных на уменьшение вегетационного периода растений. В связи с этим из бюджета Академии была выплачена сумма в размере 30 тыс. рублей. В ноябре того же года Вавилов написал агроному И. Г. Эйхфельду в Хибинах письмо с предложением развернуть работы Лысенко на Полярной станции ВИР.
В 1930-х годах Вавилов оказывал поддержку Лысенко, продвигая его исследования, которые он находил важными для науки. В 1935 году в статье «Ботанико-географические основы селекции» Вавилов так же подчеркивал важность яровизации в проведении селекционных работ:

Мы несомненно находимся накануне ревизии всего мирового ассортимента культурных растений… Метод яровизации является могучим средством для селекции
— Н. И. Вавилов, «Ботанико-географические основы селекции», 1935

### Размеры яровизированных посевов зерновых
| Год  | Засеяно яровизированными семенами | Площадь под зерновыми культурами |
| ---- | --------------------------------- | -------------------------------- |
| 1932 | 43 тыс. га                        | 99,7 млн га                      |
| 1933 | 200 тыс. га                       | 101,5 млн га                     |
| 1934 | 500 тыс. га или свыше 600 тыс. га |                                  |
| 1935 | 2 100 тыс. га                     |                                  |
| 1936 | 6 900 тыс. га                     |                                  |
| 1937 | 8 900 тыс. га или около 10 млн га | 104,5 млн га                     |
| 1941 | около 14 млн га                   |                                  |

В период Великой Отечественной войны и в последующий период упоминания о размерах яровизированных посевов отсутствуют, однако, ранние статьи Т. Д. Лысенко на эту тему продолжали выходить в составе сборников его работ (в частности, в сборнике «Агробиология» (1-е издание — 1943 г.), за который 8 апреля 1949 г. Лысенко была присуждена Сталинская премия первой степени.

### Эффект от яровизации зерновых
Об абсолютной прибавке урожая от яровизации в октябре 1935 г. Лысенко писал, что она составляет «в среднем свыше центнера на гектар» (при среднем урожае от 12 до 17 ц/га на Украине).
В отчёте за 1932 год Лысенко были проанализированы данные 59 присланных анкет от хозяйств. По Харьковской области из 8 анкет, в двух отмечалось снижение урожая, в одной — повышение до 0,5 центнеров с гектара, в трех — до 1 ц/га, в одной — 1,5—2 ц/га. В Одесской области в 3 хозяйствах отмечалось понижение урожая, в одном — неизменный результат, в 11 — прибавка до 0,5 ц/га, в 4 хозяйствах — до 1 ц/га. В Донецкой области — в 5 хозяйствах снижение урожая, в 3 — неизменно, в 2 хозяйствах — прибавка до 0,5 ц/га.
В статье Лысенко в газете «Правда» от 9 марта 1933 г., по данным 240 колхозов была указана прибавка урожая в Донецкой и Одесской областях — от 0,2 до 0,7 ц/га, в Днепропетровской области — от 0,8 до 1,1 ц/га.
В 1933 году по данным, полученным Лысенко от 296 хозяйств, утверждалось, что в 20 хозяйствах урожай понизился на 1—4 ц/га, в 26 — не было эффекта, в 127 — прибавка до 1 ц/га, в 65 — 2 ц/га, в 33 — 3 ц/га, в 2 — прибавка 10 — ц/га. По словам Лысенко, средняя прибавка урожая в 1933 г. составила 1,17 ц/га, в 1934 г. — 1,22 ц/га, в 1935 г. — 1,23 ц/га.

### Методика яровизации зерновых культур, рекомендованная Т. Д. Лысенко, и её недостатки

Перелопачивание вороха яровизируемой пшеницы, из статьи Т. Д. Лысенко «Теоретические основы яровизации», 1935 г.

В 1936 г. Лысенко выпустил инструкцию по яровизации больших партий семян пшеницы, овса и ячменя. Он рекомендовал насыпать семена ворохом на пол (под навесом, в амбаре, в сарае или в ином зернохранилище), и выливать на них в три приёма 37 (для озимых сортов), 33 (для яровых позднеспелых сортов) и 31 (для яровых раннеспелых сортов) весовых частей воды на 100 весовых частей семян.
| Сорт пшеницы | Вода (весовых частей на 100 частей зерна) | Температура | Срок       |
| ------------ | ----------------------------------------- | ----------- | ---------- |
| Озимые сорта | 37                                        | 0…+3 °C     | 35—50 дней |
| Яровые       | 31—33                                     | +5…+12 °C   | 5—15 дней  |

Число дней яровизации и температура выдержки зависели от сортов пшеницы или других культур. Температура регулировалась толщиной слоя и перелопачиванием семян. При необходимости (например, из-за погодных условий) семена можно было подсушить, однако это могло отразиться на проценте и энергии всхожести. Лысенко считал необходимым приступать к яровизации яровых сортов пшеницы не раньше, чем за 2—3 дня, а озимых — за 30—50 дней до начала весенних полевых работ. Лысенко считал, что «яровизированный посевной материал вполне пригоден для посева обычными сеялками, особенно через верхнюю подачу (верхним высевом)». Утверждалось, что данной методикой можно увеличить урожай.
Методика, предложенная Лысенко, не возымела должного эффекта в силу следующих причин: яровизация семян яровых наиболее эффективно проходит в том случае, если на них действовать температурами от 0 до +5°С, в то время как диапазон температур, установленный Лысенко, колеблется от +5°С до +12°С. Такие температуры обычно приводят к замедлению яровизации. К тому же некоторые яровые культуры просто не реагируют на пониженные температуры в условиях обычного весеннего посева. Помимо всего прочего, яровизация семян яровых проводится в условиях короткого дня. Воздействие пониженными температурами на озимые злаки приводит к их ослаблению, что заметно снижает урожай. Данный метод помогает получить дополнительный урожай зимой в теплицах или же используется в селекции растений, когда без яровизации невозможно получить семена. Однако яровизация озимых злаков не приводит к увеличению урожая.

### Критика агроприёма яровизации
13 ноября 1929 года «Сельскохозяйственная газета» — официальное издание Наркомата земледелия СССР, — отмечая в редакционном вступлении «огромную практическую важность» опытов Лысенко, отвела полосу теме яровизации озимых, пригласив к обсуждению специалистов по данной теме: академика А. А. Сапегина, профессоров П. И. Лисицына, Н. М. Тулайкова и М. Прика. В целом уважительно отзываясь об опытах Лысенко, специалисты указывали на недостатки метода — в частности, Лисицын утверждал:

«Любая сеялка, рядовая или разбросная — безразлично, поломает ростки и поплющит набухшее зерно. Высевающий аппарат слишком груб».

Они также считали необходимым тщательное изучение метода яровизации в предварительных опытах в различных земледельческих зонах СССР.
Чтобы избежать нагревания намоченного зерна, его требовалось перелопачивать. При этом частично повреждались наклюнувшиеся ростки. На это указывал академик П. И. Лисицын ещё в 1929 г. Норму высева семян по этой причине Лысенко рекомендовал увеличивать вдвое, чтобы всходы не оказались изреженными. Критики указывали, что это могло вызвать дефицит посевного материала.
За пять лет исследования яровизации академик П. Н. Константинов собрал данные по 54 сортоучасткам и 35 сортам пшеницы. Он отмечал, что средняя прибавка урожая составляет только 0,04 центнера на гектар, что в 20 раз меньше данных, приведенных в работах Лысенко. Также в ходе опытов наблюдалось то повышение, то снижение урожайности. На основании полученных данных академик настаивал на уточнении агроприёма яровизации по районам, годам, сортам и срокам посева. В своих наблюдениях Константинов отмечал:

В среднем по годам наблюдалось то снижение, то повышение от яровизации, а в среднем за пять лет яровизация прибавки почти не дала.
— П. Н. Константинов, 1935 г.
В 1937 г. на основании проведенных исследований он писал, что яровизация может при определённых погодных условиях увеличить частоту случаев распространения твёрдой головни:

Что касается вообще яровизации как широкого агроприема, то она ещё далеко не доработана…при неблагоприятных погодных условиях яровизированные посевы страдают больше, чем неяровизированные, и даже гибнут.

А. А. Любищев также подвергал критике работы и методики Лысенко, в том числе, яровизацию. Он указывал на неполноту собранного материала по вопросу исследования и некорректность статистической обработки полученных данных. В своей работе «О монополии Лысенко в биологии», посвященной критике школы Лысенко, Любищев отмечает:

В отличие от традиционной методики, Лысенко, после короткой стадии работы на опытных участках, сразу проверяет свои методы в поле на больших площадях, и ему кажется, что массовость опыта сама по себе уже достаточна для получения надежных выводов.

А.А Сапегин в 1935 г. считал стадийность лишь одной из возможных концепций в физиологии растений, отмечая:

Самой сущности внутренних яровизизационных процессов мы ещё не знаем, углубленной теории развития растений, как теории самих этих внутренних процессов онтогенеза, ещё нет… предложение Лысенко не универсально, не панацея… В общем, средняя прибавка выражается 10—15 %, то есть столько же, сколько дает начальная селекция, выведение чистых линий из готовых, имеющихся в природе сортов-смесей.
— А. А. Сапегин, 1935 г.
П. Н. Константинов, П. И. Лисицын и Д.Костов в 1936 г. советовали производить более детальное районирование яровизации перед массовым внедрением данного агроприёма. Они утверждали, что «яровизация применяется очень широко и вообще учёт производственного опыта стоит не на должной высоте. Методика учёта заведомо страдает…», а также что «Всякие отрицательные результаты нередко выбрасываются». Они считали, что «Даже объективные данные опытных учреждений не всегда пользуются в институте доверием только потому, что они не дают иногда высоких эффектов или же дают отрицательные результаты».
В 1958 г. в «Ботаническом журнале» в СССР публиковалась критика метода яровизации как одного из отвергнутых сельскохозяйственной практикой агроприёмов. Эта статья вышла в период чествования Т. Д. Лысенко по поводу очередного награждения орденом Ленина «за большие заслуги в развитии сельскохозяйственной науки и оказание помощи производству».
14 декабря 1958 г. «Правда» в ответ выпустила редакционную статью, где утверждалось, что яровизация позволяет «иметь всходы яровых культур на 4—5 дней раньше», полнее использовать весеннюю влагу и давать на гектар «по 2—3 и больше центнеров прибавки урожая». Наличие яровизированных посевов лишь «в части колхозов» редакторы «Правды» объясняли наличием в хозяйствах современной техники, которая позволяла производить сев раньше, и яровизировать семена «не всегда оказывалось необходимым». В этой статье утверждалось, что яровизация при посеве проса и посадках картофеля и в тот момент находила «широкое применение» и давала «замечательные результаты». Однако, данные утверждения не соответствовали действительности.

## Современное применение яровизации
Согласно современным представлениям, яровизация семян позволяет рационально использовать короткий вегетационный период, сокращая период развития и созревания растения, и смещая его на благоприятные в метеорологическом отношении дни года. Наклюнувшиеся зародыши выдерживают при пониженной температуре определённое число дней (температурная стадия), после чего наступает световая стадия. В частности, семена яровой пшеницы могут быть подвергнуты яровизации в течение 5—7 дней при температуре 10—12 °C.

### Яровизация картофеля
В современных хозяйствах (в частности, в Чувашии) применяется яровизация картофеля как способ повышения урожайности данной культуры. При этом, данное агротехническое мероприятие носит плановый характер. Специалисты НовГУ в 2005 году проводили эксперимент по яровизации картофеля сорта Луговской с целью выявить оптимальный способ яровизации данной культуры. Было показано, что яровизация картофеля на свету даёт наибольшую прибавку урожая, а именно прибавку урожая данной культуры на 11 т/га (40 т/га — контрольный вариант)..

### Применение яровизации в селекционных целях
В настоящее время искусственная яровизация зерновых культур широко практикуется в целях селекции растений: для получения дополнительных поколений растений в зимний период (в теплицах, климатических камерах, фитотронах), для сохранения коллекционных семян, происходящих из южных областей, а также для регуляции длительности вегетационного периода и обеспечения цветения растений в нужный период с целью их скрещивания.